# Pavel Nikolaevič Evdokimov
(Pavel Nikolaevič Evdokimov)
Pavel Nikolaevič Evdokimov in russo Павел Николаевич Евдокимов? (San Pietroburgo, 2 agosto 1901 – Meudon, 16 settembre 1970) è stato un filosofo e teologo russo.

## Biografia e opere
A sei anni subisce il duro colpo dell'assassinio del padre. Compie i primi studi in teologia a Kiev, a partire dal 1918, per essere poi costretto all'esilio nel 1921. Fa il tassista a Istanbul; a Parigi lavora come aiuto-cuoco e conclude gli studi presso l'Istituto Saint Serge.
Nel 1927 sposa Nataša Brunel, dalla quale avrà due figli. Direttore del Centre d'Études Orthodoxes, fu membro di istituti e consigli ecumenici. Si laurea in filosofia in piena seconda guerra mondiale ad Aix-en-Provence, discutendo la tesi Dostoevskij e il problema del male. Affermato conoscitore della dottrina e della spiritualità della Chiesa Ortodossa, è autore del volume Cristo nel pensiero russo (che raccoglie le pagine di alcune delle sue più importanti lezioni dal profondo impianto teologico e filosofico), e fu tra i primi autori che introdussero la figura del mistico Pavel Aleksandrovič Florenskij nel mondo occidentale. Uno dei suoi principali capolavori è Teologia della bellezza. L'arte dell'icona (1972), sulla cultura mistica dell'icona nel mondo russo, e il suo tempo e spazio "sacro" di "arte divina": "L'indicibile del Regno, la sua visione, fanno traboccare l'anima e presentire la luce dell'Ottavo Giorno...".
Le sue opere hanno attualmente una profonda valenza ecumenica per il Cristianesimo nel rapporto tra Oriente e Occidente; non a caso poté intervenire come osservatore ortodosso all'ultima sessione del Concilio Vaticano II.